# Guerrino Zanotti
Guerrino Zanotti (n. Ciudad de San Marino, San Marino, 24 de octubre de 1962) es un político y funcionario público sanmarinense.

## Biografía
Nacido en la ciudad-capital de San Marino, el día 24 de octubre de 1962.
Tras finalizar sus estudios superiores, en 1982 comenzó a trabajar en el sector privado.
Luego en 1985 entró por oposición como funcionario público del Instituto de la Seguridad Social del país, del cual en el 2008 se desempeñó como responsable del área de rendimiento económico.
Durante esa época, empezó en el mundo de la política como militante del Partido de los Socialistas y Demócratas (PSD), desde su fundación en 2005. En el partido primero estuvo como un mero simpatizante, pero al poco tiempo pasó a ser uno de los miembros de la Comisión para la Investigación de la Renta para Personas Naturales.
Seguidamente fue candidato del "PSD" en las Elecciones Parlamentarias de 2006, donde no logró un escaño, pero finalmente ya pudo ser elegido como diputado del Consejo Grande y General de San Marino ("parlamento nacional") en sustitución de los políticos administradores que fueron designado a la Secretaría de Estado.
Al finalizar la legislatura en 2008, no logró un escaño y mientras tanto, desde 2009 estuvo en la Secretaría Política del partido.
Luego en las elecciones posteriores de 2012, volvió a ser reelegido como miembro del parlamento y en esta legislatura perteneció al Consejo Permanente de la Comisión parlamentaria de Sanidad, a la de Territorio y a la del fenómeno de la infiltración del crimen organizado ("conocida como la Comisión Antimafia de la República").
Posteriormente en sucesión de Valeria Ciavatta y Luca Beccari, el día 1 de octubre de 2014 fue elegido junto a Gianfranco Terenzi como nuevo Capitán Regente de San Marino ("jefe de estado"), hasta el 1 de abril de 2015 que finalizó el correspondiente período de gobierno obligatorio de medio año y fueron sucedidos por Andrea Belluzzi y Roberto Venturini.

## Vida privada
Guerrino Zanotti tiene como gran pasión deportiva las carreras, que práctica con frecuencia y según ha afirmado personalmente son compatibles tanto con el trabajo y responsabilidades políticas y la familia.
Está casado desde 2009 con Elena Beatrice Giordani, con la que tiene dos hijos en común, llamados Andrea y Henry.